# Халич (гора)

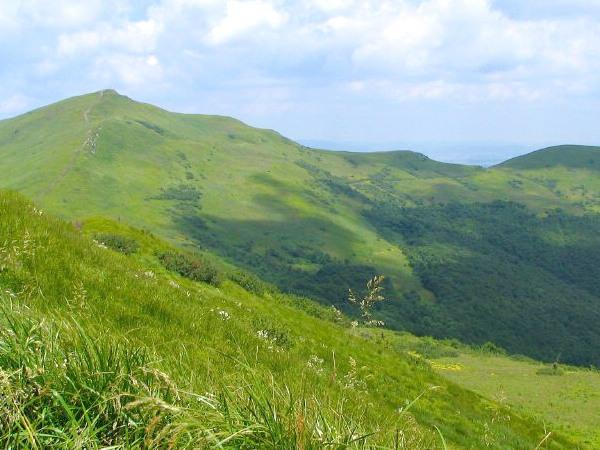
Вид с Розсыпанца на Халич и Воловый Гарб

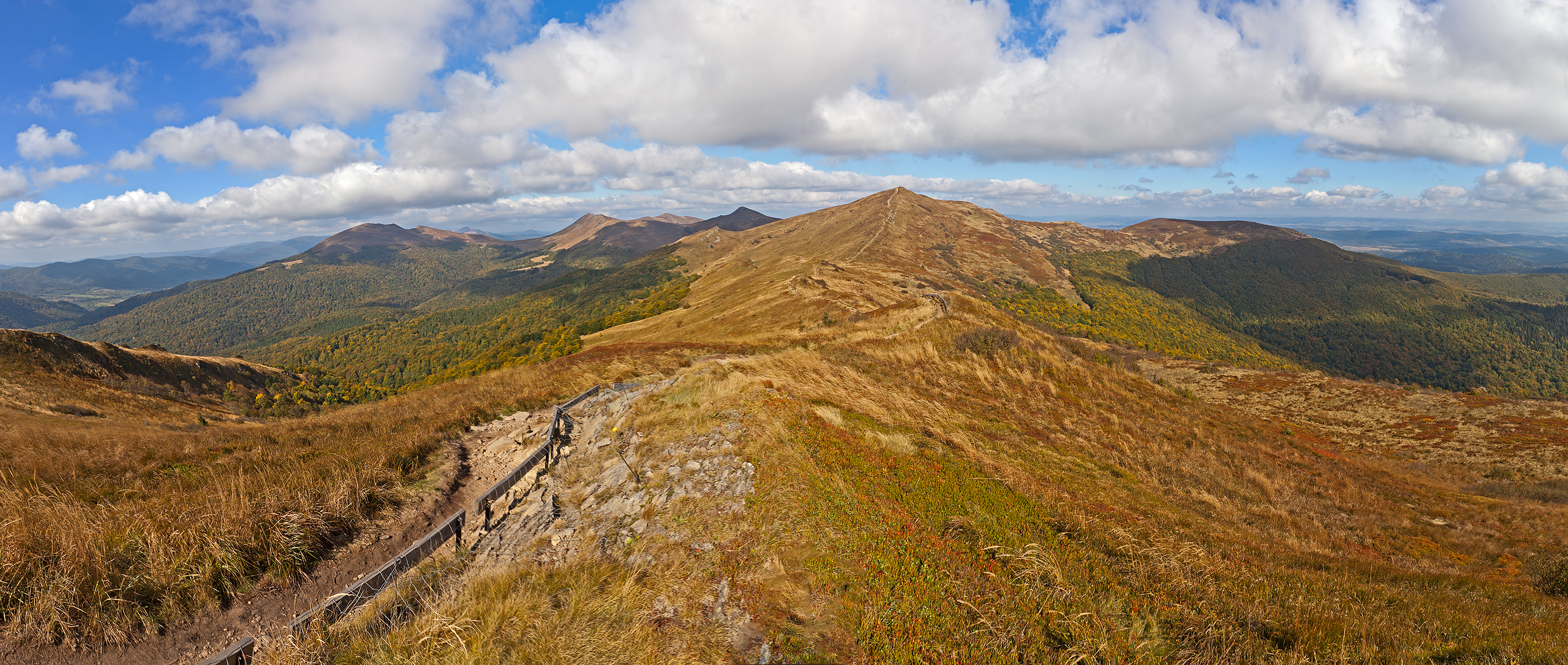
Вид на Халич, Тарнице i Кжемень с Розсыпанца

Халич — гора (высота 1333 м), третий по высоте пик в польской части Бещад и всех Западных Бещад. Халич расположен в восточной части группы Тарницы, между Копой Буковской и Розсыпанцем.

## Этимология названия
Точная этимология происхождения названия горы неизвестна. По одной версии, название происходит от украинского слова «галич», что означает «ладья», по другой — версии «галич» — это фамилия, род. В Украине, недалеко от Ивано-Франковска, есть город с одноименным названием «Галич», который может указывать на происхождение обоих названий от названия рода.

## Описание
Гора имеет большую популярность среди туристов, благодаря красивой окружающей панораме на польскую и украинскую часть Бещад. С вершины горы хорошо просматривается горная часть русла реки Сан, в сторону Ужокского перевала, а в юго-восточном направлении Розсыпанец, Полонина Буковская, или даже Пикуй — наивысшая вершина Верховинского Вододельного хребта и всей полосы Бещад. При хорошей видимости можно увидеть вершины горган. Здесь встречаются редкие для Польши растения, в частности, Арника горная (Arnica montana), Аконит (Aconitum bucovinense), Заразиха высокая (Orobanche alba Stephan) и Осока Бигелоу (Carex bigelowii).

### История
В XVI веке здесь проходила линия, разделяющая Самборскую экономию от Саноцкой земли. В начале Второй мировой войны здесь проходил маршрут, который использовался для перевозки польских офицеров в Венгрию. Существует легенда, согласно которой, в древние времена, в этом месте сходились границы трех стран: Польши, Венгрии и Киевской Руси. В окружностях Халича издавна занимались скотоводством, которое особенно стремительно развивалось в XIX веке. Из Венгерской низменности была импортирована порода волов серого цвета и большими рогами, которые как нельзя лучше подходили для мясного скотоводства. После возрождения Речи Посполитой, торговли с верхними венграми стала препятствовать граница, скотоводство стало менее прибыльным и постепенно исчезло.

## Туризм
Пешеходная тропа через Халич — является одной из самых популярных трасс в Бещадах и поэтому, иногда, называется классикой Бещад. Существует несколько маршрутов различной степени сложности.